# زاوية سيدي أمحمد السعدي
زاوية سيدي أمحمد السعدي أو زاوية أعفير هي إحدى الزوايا في الجزائر الواقعة في بلدية أعفير بدائرة دلس ضمن ولاية بومرداس وجبال الخشنة ومنطقة القبائل وعروش زواوة، والتابعة لمنهاج الطريقة الرحمانية.

## إعادة التهيئة
تم الشروع في إعادة تهيئة «زاوية سيدي أمحمد السعدي» من طرف "مديرية الشؤون الدينية لولاية بومرداس ابتداء من شهر سبتمبر 2015م ضمن برنامج إعادة فتح 4 زوايا مغلقة.
وجاءت عملية إعادة فتح كل الزوايا الموجودة بولاية بومرداس، بعد إهمال وركود منذ سنوات لأسباب أمنية وغيرها، بشكل تدريجي لاستعادة نشاطها ودورها في متابعة النشاط المسجدي وضرورة استرجاع مكانتها كمعالم بارزة في تعليم وحفظ القرآن الكريم.
وستساهم «زاوية سيدي أمحمد السعدي» من جديد في تفعيل دور ونشاط الزوايا والمدارس القرآنية المتواجدة بولاية بومرداس ومتابعة النشاط المسجدي.
ويهدف ذلك إلى الحفاظ على هوية الشعب الجزائري وعدم زعزعته عن دينه وأصالته في ظل ما يتعرض له العالم الإسلامي من هجمات دينية.
ويتم ذلك من خلال ما تقدمه من نشاطات دينية كحفظ وتدريس القرآن والأحاديث النبوية الشريفة ودروس في الوعظ ولإرشاد ونبذ الخلافات وإصلاح ذات البين.[بحاجة لمصدر]
ومن أجل استعادة نشاط زاوية أعفير في بلدية أعفير، تم تأسيس لجنة دينية لإعادة بعث نشاطها الديني من حفظ ودراسة القرآن وأذكار الجمعة بعدما تم البدء في تهيئتها.

## مكتبة الصور

بلدية أعفير
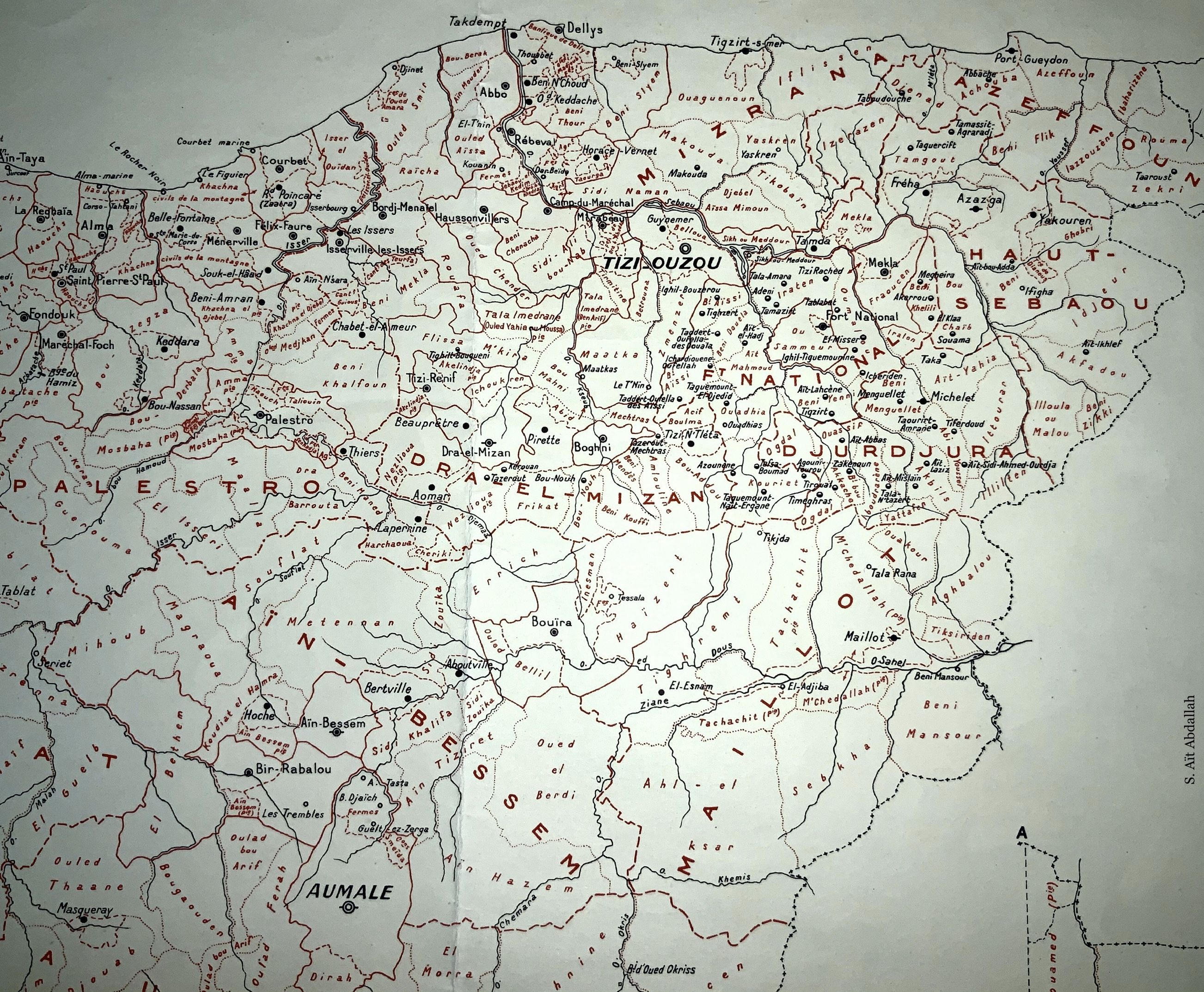
منطقة القبائل
خريطة قبيلة زواوة في منطقة القبائل
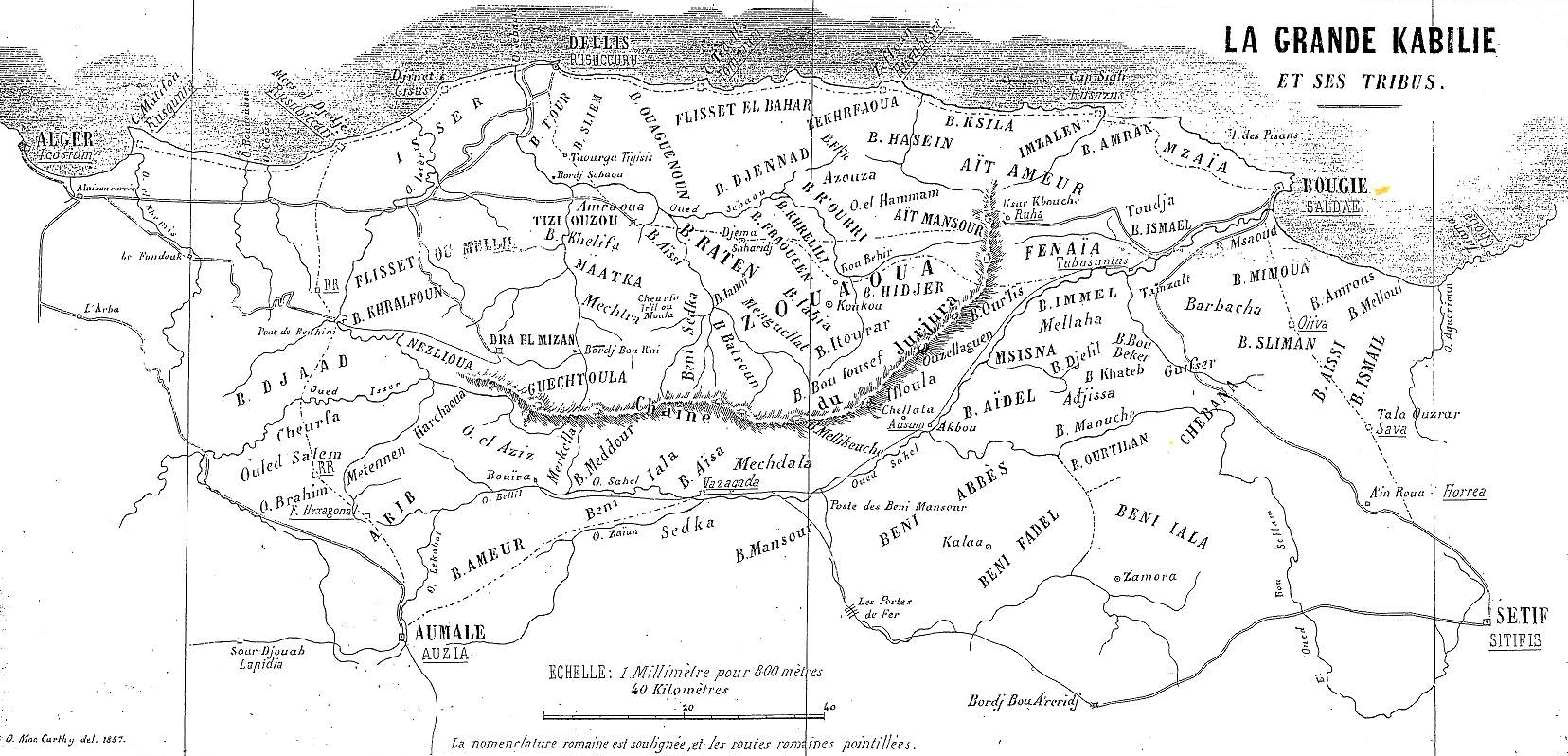
خريطة منطقة القبائل
خريطة قديمة لموقع بلاد زواوة

## أعلام الزاوية
- سيدي أمحمد السعدي

### مواضيع ذات صلة
- المرجعية الدينية الجزائرية
- وزارة الشؤون الدينية الجزائرية
- الحزب الراتب: الحزاب - الباش حزاب - السلكة - الشيخ - المريد - الورد - الوارد
- الزوايا في الجزائر
- الطريقة الرحمانية
- الاتحاد الوطني للزوايا الجزائرية
- أكاديمية التربية الصوفية
- رابطة علماء وأئمة ودعاة الساحل
- الاتحاد العالمي للطرق الصوفية
- زاوية سيدي أمحمد بن عبد الرحمن الأزهري
- زاوية سيدي بوسحاقي
- زاوية أولاد بومرداس
- زاوية سيدي أعمر الشريف
- زاوية سيدي سالم
- زاوية الحمامي
- زاوية سيدي بوخروبة
- زاوية الهامل
- محمد بن عبد الرحمن الأزهري
- طريقة صوفية
- صوفية
- تاريخ التصوف
- ولاية بومرداس
- دائرة بومرداس
- بلدية تيجلابين
- محمد بن أبي القاسم الهاملي

### فايسبوك
- زاوية سيدي أمحمد السعدي  على فيسبوك.

### فيديوهات
- تعريف بزاوية سيدي عبد الرحمن الثعالبي في خميس يسر على يوتيوب
- تعريف بزاوية الهامل على يوتيوب
- تعريف بسيدي أمحمد بن عبد الرحمن الأزهري الزواوي على يوتيوب

### وصلات خارجية
- الموقع الرسمي لوزارة الشؤون الدينية والأوقاف الجزائرية
- الموقع الرسمي لولاية بومرداس